# Арнувиль
Арнувиль  (фр. Arnouville) — муниципалитет во Франции, в регионе Иль-де-Франс, департамент Валь-д'Уаз. Население — 12 291 человек (1999).
Муниципалитет расположен на расстоянии около 15 км севернее Парижа, 27 км восточнее Сержи.

## Демография
Динамика населения (Cassini и INSEE):